# Estadio Municipal de Chimaltenango
Estadio Municipal de Chimaltenango – stadion piłkarski w gwatemalskim mieście Chimaltenango, stolicy departamentu Chimaltenango. Obiekt może pomieścić 1 500 widzów, a swoje mecze rozgrywa na nim drużyna Chimaltenango FC.